# 鶴川層
鶴川層（つるかわそう、Tsurukawa Formation）は東京都の多摩丘陵南東部に分布する上総層群である。論文によって様々な層序区分がなされているが、本記事では現状の（2020/06/02)最新研究である高野(1994)での層序区分を用いる。

## 概要
分布範囲は鶴見川右岸の町田市、川崎市麻生区岡上、横浜市青葉区恩田町付近。緩やかな北傾斜である。また貝化石、巣穴化石、木片化石、巣穴化石を芯とした針鉄鉱が多数産出する。層厚は約400m以上である。

## 岩相
全体として確認できる露頭が少ないため、詳細なものは定かではない。全体として砂岩泥岩互層の様相を呈している。また、比較的露出条件のよい場所では下位から順に以下のような岩相の層が見られる。
町田市図師
ヒメシラトリ、イズモユキノアシタなど潮間帯に生息する貝類の印象化石が産出する青灰色の塊状シルトからなる。粒径30mm程度の粗粒な白色軽石が点在している。これらの軽石は角閃石斑晶に富んでいる。
町田市野津田町
異常堆積を伴う砂勝ち砂岩泥岩互層からなり、野津田タフが挟在する。不明種合弁二枚貝化石、木片化石、巣穴化石が産出する。
町田市野津田町川島
現地性のイズモユキノアシタ、カミブスマを多産する砂質シルト、イズモユキノアシタ、オトヒメハゴロモの印象を産出するシルト、泥勝ち砂岩泥岩互層、砂勝ち砂岩泥岩互層、葉理の発達する礫交じり砂層が堆積する。テフラによる対比はなされていないものの、層の構造から考えてここでみられる層序は鶴見川左岸部でみられる連光寺層に対比されると考えられる。
金井町木倉
単層の厚さが数cm～数10cmの泥勝ち細互層からなり、金井タフが挟在する。これの連続は不明。